# Manganato de potássio
O manganato de potássio (K2MnO4) é um sólido verde, solúvel em água, produzido pela redução do permanganato sobre soluções alcalinas.